# Estolomimus pulvereus
Estolomimus pulvereus là một loài bọ cánh cứng trong họ Cerambycidae.